# پریمیدون
با پیرامیدون و یا پیریمیدون اشتباه نشود.
پریمیدون (به انگلیسی: Primidone)
رده درمانی: داروهای درمان تشنج
اشکال دارویی: قرص

## موارد مصرف
پریمیدون در درمان حملات تشنجی تونیک – کلونیک عمومی (صرع بزرگ)، میوکلونیک، حملات تشنج پارشیال پیچیده و ساده و ترمور اسانشیل بکار می‌رود. اصولاً پریمیدون در درمان بیماری‌های روانی مصرف نمی‌شود.

## مکانیسم اثر
مکانیسم اثر این دارو دقیقاً نامشخص است. اگرچه پریمیدون در بدن به فنوباربیتال تبدیل می‌شود، اما مکانیسم اثر پریمیدون احتمالاً شبیه فنی‌توئین است. احتمالاً بر کانال‌های سدیمی مؤثر است.

## عوارض جانبی
خواب آلودگی، عدم تعادل، تهوع، نیستاگموس، اختلالات بینایی و بثورات جلدی، بخصوص در شروع درمان بروز می‌کند و معمولاً با ادامه درمان برگشت‌پذیر هستند. سایر عوارض دارو شامل افسردگی، تحرک پذیری، بیقراری و اغتشاش شعور در سالمندان، هیجانات و فعالیت زیاد و غیر عادی در کودکان و آنمی مگالوبلاستیک هستند.